# Équipe de France de football en 1961
Chronologie
Saison précédente Saison suivante
Cet article traite de l'année 1961 de l'équipe de France de football.

## Les matchs
| Date              | Stade                                           | Adversaire | Score | Comp | Buteurs français                                                     |
| 15 mars 1961      | Stade olympique Yves-du-Manoir Colombes, France | Belgique   | N 1-1 | A    | Piantoni (3e)                                                        |
| 2 avril 1961      | Stade Santiago Bernabéu Madrid, Espagne         | Espagne    | D 0-2 | A    | -                                                                    |
| 28 septembre 1961 | Parc des Princes Paris, France                  | Finlande   | V 5-1 | QCM  | Faivre (6e & 41e), Wisnieski (12e), Piantoni (79e cf), Schultz (86e) |
| 18 octobre 1961   | Stade du Heysel Bruxelles, Belgique             | Belgique   | D 0-3 | A    | -                                                                    |
| 12 novembre 1961  | Vasil Levski Sofia, Bulgarie                    | Bulgarie   | D 0-1 | QCM  | -                                                                    |
| 10 décembre 1961  | Stade olympique Yves-du-Manoir Colombes, France | Espagne    | N 1-1 | A    | Heutte (13e)                                                         |
| 16 décembre 1961  | Stade San Siro Milan, Italie                    | Bulgarie   | D 0-1 | QCM  | -                                                                    |

A : match amical. QCM : match qualificatif de la Coupe du monde 1962.

## Les joueurs
| Joueurs                                                        |    |     |    |    |    |    |    |
| Gardiens de but                                                |    |     |    |    |    |    |    |
| Pierre Bernard (UA Sedan Torcy/Nîmes Olympique)                | 90 | 45  | 90 | 90 | 90 | 90 | 90 |
| Dominique Colonna (Stade de Reims) (13e et dernière sélection) |    | r45 |    |    |    |    |    |
| Défenseurs                                                     |    |     |    |    |    |    |    |
| Guillaume Bieganski (RC Lens) (dernières sélections)           | 90 | 90  | 90 |    |    |    |    |
| Bruno Rodzik (Stade de Reims)                                  | 90 | 90  |    |    | 90 | 90 | 90 |
| Jean Wendling (Stade de Reims)                                 | 90 |     | 90 | 90 | 90 | 90 | 90 |
| Guy Sénac (RC Paris) (2de et dernière sélection)               | 90 |     |    |    |    |    |    |
| Bruno Bollini (RC Paris) (3e et dernière sélection)            | 90 |     |    |    |    |    |    |
| François Ludo (AS Monaco) (1re et dernière sélection)          |    | 90  |    |    |    |    |    |
| André Lerond (Stade français)                                  |    |     | 90 | 90 | 90 | 90 | 90 |
| Richard Boucher (Toulouse FC) (dernières sélections)           |    |     | 90 | 90 |    |    |    |
| Maryan Synakowski (UA Sedan Torcy) (1re sélection)             |    |     |    |    | 90 | 90 | 90 |
| Milieux                                                        |    |     |    |    |    |    |    |
| Jean-Jacques Marcel (RC Paris) (dernières sélections)          | 90 | 90  | 90 | 90 |    |    |    |
| René Ferrier (AS Saint-Étienne)                                |    | r62 |    |    | 90 | 90 | 90 |
| Roland Guillas (AS Saint-Étienne)                              |    | 90  |    |    | 90 |    |    |
| Guy Van Sam (RC Paris) (uniques sélections)                    |    |     |    | 90 |    | 90 | 90 |
| Attaquants                                                     |    |     |    |    |    |    |    |
| Raymond Kopa (Stade de Reims)                                  | 90 | 28  |    | 90 |    |    |    |
| Maryan Wisnieski (RC Lens)                                     | 90 |     | 90 | 90 |    | 90 | 90 |
| Roger Piantoni (Stade de Reims) (dernières sélections)         | 90 |     | 90 |    |    |    |    |
| Paul Sauvage (Stade de Reims) (1re sélection)                  | 90 |     |    |    |    |    |    |
| Lucien Muller (Stade de Reims)                                 |    | 90  | 90 |    | 90 | 90 | 90 |
| Bernard Rahis (Nîmes Olympique) (3e et dernière sélection)     |    | 90  |    |    |    |    |    |
| Serge Roy (AS Monaco) (1re et dernière sélection)              |    | 90  |    |    |    |    |    |
| Yvon Douis (Havre AC) (12e sélection)                          |    | 90  |    |    |    |    |    |
| Ernest Schultz (Toulouse FC) (1re et dernière sélection)       |    |     | 90 |    |    |    |    |
| Jacques Faivre (AS Saint-Étienne) (uniques sélections)         |    |     | 90 | 90 |    |    |    |
| Khennane Mahi (Stade Rennais UC) (uniques sélections)          |    |     |    | 90 | 90 |    |    |
| Jean Vincent (Stade de Reims) (46e et dernière sélection)      |    |     |    | 90 |    |    |    |
| Maxime Fulgenzy (UA Sedan Torcy) (1re et dernière sélection)   |    |     |    |    | 90 |    |    |
| Georges Peyroche (AS Saint-Étienne) (3e et dernière sélection) |    |     |    |    | 90 |    |    |
| François Heutte (RC Paris) (dernières sélections)              |    |     |    |    |    | 90 | 90 |
| Henri Skiba (Stade français) (dernières sélections)            |    |     |    |    |    | 90 | 90 |